# Formosa (Argentina)
|  | Per a altres significats, vegeu «Província de Formosa». |

La ciutat de Formosa és la ciutat capital de la província homònima i capital també del Departament Formosa. És al marge dret del riu Paraguai, a uns 850 km de Rosario, 1200 de la ciutat de Buenos Aires. És el centre polític, administratiu i cultural més important de la província, com així també la ciutat més poblada d'aquesta. És seu de la Universidad Nacional de Formosa, subseu de la Universidad de la Cuenca del Plata, de la Universidad Católica de Salta, d'instituts terciaris de formació docent i professional. Té museus, teatres, centres culturals i recreatius, estadis esportius, àmplies avingudes poblades d'arbres i grans places i parcs.
Amb els seus 198.146 habitants (any 2001), la ciutat és una de les vint ciutats més populoses de l'Argentina. Segons dades generades per l'"Encuesta Permanente de Hogares" que realitza l'INDEC, el 2010 la ciutat va tenir la segona taxa d'atur més baixa del país amb un 2,2%.
La ciutat s'ubica en una extensa plana, a una altura mitjana de 57 msnm, en una barranc pronunciat sobre el riu Paraguai. En les proximitats es desenvolupen llacunes i rierols. La llacuna més important és la llacuna Oca, antic curs del riu Paraguai declarada el 2001 Reserva de la biosfera.
La ciutat es divideix a dos sectors ben diferenciats pel rierol Formosa. El marge esquerre va començar a poblar-se en la dècada de 1980 i es troba en ple desenvolupament, tenint una població estimada de gairebé 95.000 habitants; i el marge dret, on es concentra la major part de la població.
S'especula que el nom Formosa deriva d'una locució llatina que significa «bonica» i que haurien donat els conquistadors espanyols en navegar pel riu Paraguai. També pot ser una variant de fermosa (la més bonica). La Ciutat du aquest nom, perquè, al moment de la seva fundació, el Coronel Luis Jorge Fontana, va exclamar «¡Qué vuelta fermoza!», a causa de la bonica vista que generava la corba de les aigües del Riu Paraguai davant els seus ulls. En conseqüència, es decideix fundar allà un poblat sota el nom de «Villa Formosa».

## Història

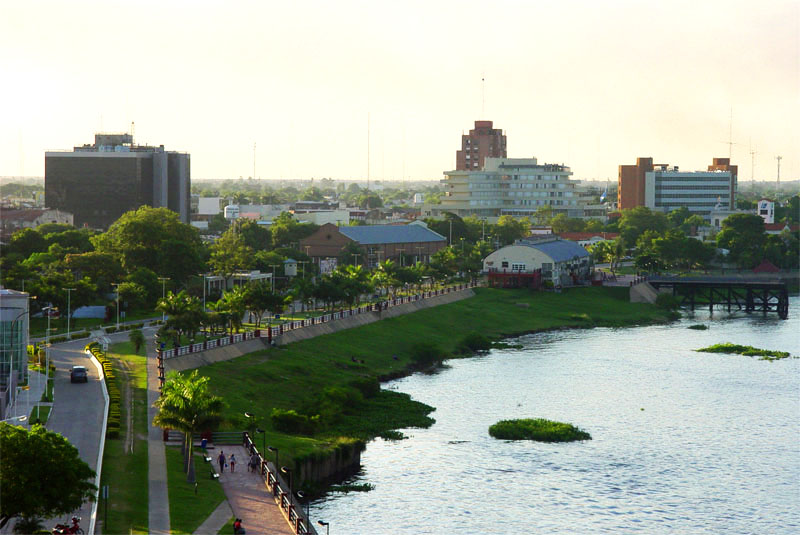
Costa de la Ciutat de Formosa

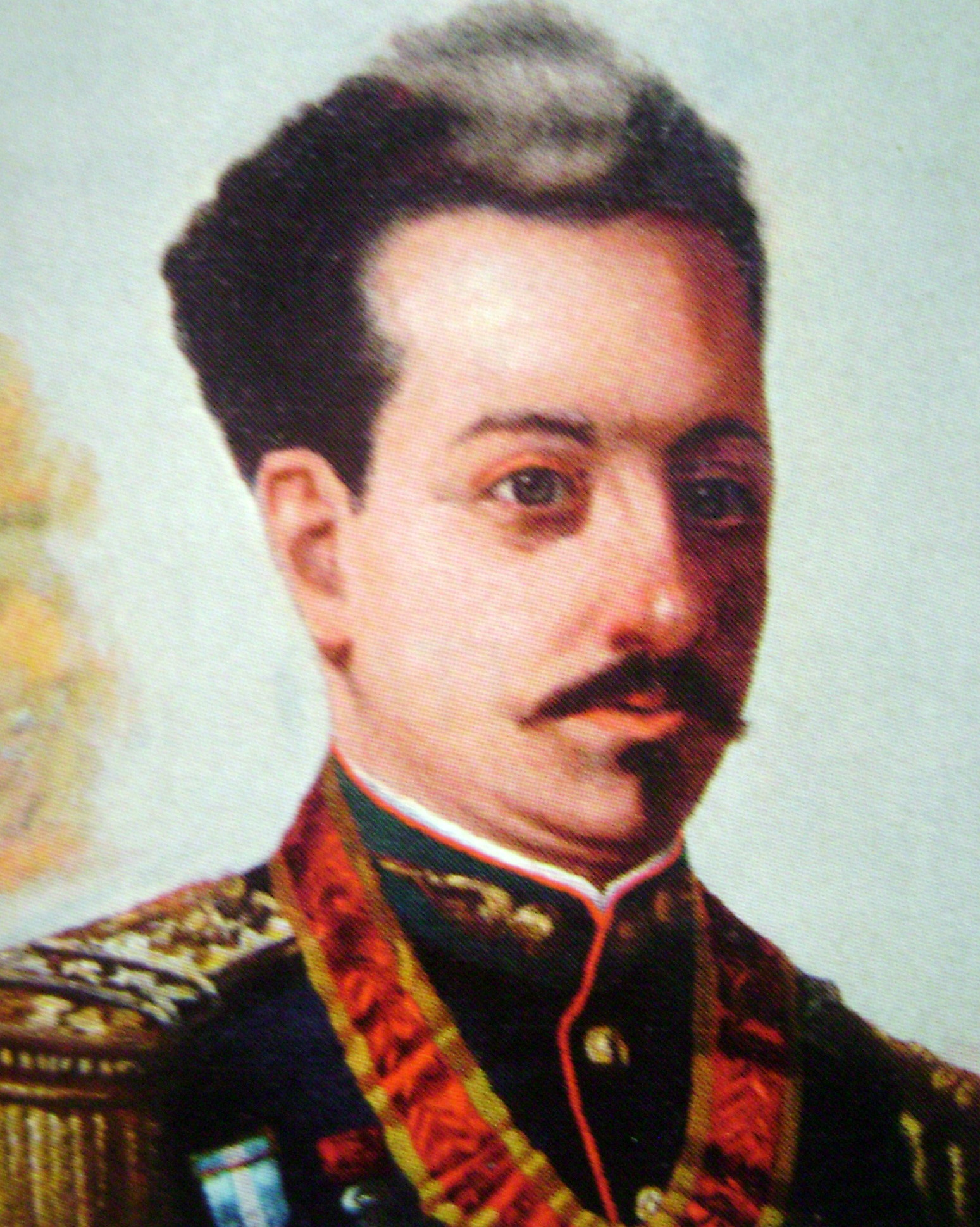
Comandant Luis Jorge Fontana, fundador de la Ciutat de Formosa en 1879.

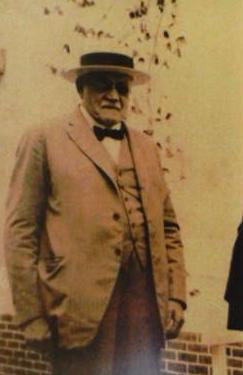
Domingo Bibolini (1849 - 1933): Acompanyà a Luis Jorge Fontana en la Fundació de Formosa. Fou un dels primers habitants, fou nomenat diverses vegades intendent de la Ciutat, comerciant, ramader i agent marítim.

Des de l'arribada dels europeus, fins a mitjan segle xix, la regió on actualment s'assenta la ciutat capital era explotada econòmicament per la riquesa dels seus boscos. Els espanyols, si bé tenien interessos en la zona, no van arribar a establir una població per la bel·licositat dels aborígens tobas. Els únics assentaments poblacions hispànics, que van prosperar molt curt temps van ser San Carlos del Timbó (actual Herradura) i alguns forts del costat paraguaià com a Villa Franca. Després de la independència americana, el Paraguai va instal·lar en el marge esquerre del riu algunes poblacions i forts, que van tenir com a eix econòmic l'explotació de la densa massa boscosa.
La Guerra de la Triple Aliança va detenir aquesta activitat, i l'ocupació de l'espai pel govern argentí allunyaria definitivament el control paraguaià a la zona.
L'actual demarcació de la província té el seu origen quan el 3 de febrer de 1876 es va firmar el tractat de límits amb el Paraguai.
Després de diversos anys, el governador del Chaco, Lucio Mansilla, va encomanar al Coronel Luis Jorge Fontana l'exploració i fundació del que seria la nova capital del territori, que fins a aquell moment era a Isla del Cerrito.
Fontana, a bord del vaixell de vapor «El Resguardo», va transitar les aigües del riu Paraguai. Va desembarcar el març de 1879 al paratge conegut com a «Vuelta Formosa». L'informe que va rebre Mansilla amb les característiques de la regió va permetre conèixer que el lloc ja havia estat poblat anteriorment, i que tenia riqueses forestals. És així que el 8 d'abril de 1879 es fundà la Villa Formosa.
El 1884, segons Llei Nacional núm. 1532, la governació se subdivideix en el Territori Nacional del Chaco i el Territori Nacional de Formosa. La recentment fundada ciutat queda com a capital d'aquest últim. El 1955, segons Llei Nacional 14.408, es provincialitzà el territori i la ciutat queda definitivament com a capital.
Des de la primera meitat del segle xx, la ciutat va rebre immigrants italians, austríacs, paraguaians i espanyols; així com pobladors de Santiago del Estero, Corrientes i Salta. Això va permetre un ampli creixement demogràfic.

### Altres esdeveniments històrics
- 1883: Es crea la Municipalitat de Formosa.
- 1885: Inauguració de la primera Casa de Govern provincial, en el que avui són els Jutjats d'Espanya 1.
- 1905: Instal·lació de la primera Fàbrica de Taní, propietat d'A. Bracht.
- 1915: Inauguració de la línia fèrria Formosa - Las Lomitas.
- 1936: La firma Bunge & Born s'instal·la a la Ciutat i inicia la venda de cotó conreat en la regió.
- 1945: S'acaba de construir la Catedral de Formosa.
- 1957: Es crea el Bisbat de Formosa.
- 1975: Un comando de montoneros intenta atacar el regiment d'infanteria; però no ho aconsegueixen, ja que van ser repel·lits per l'exèrcit argentí.
- 1983: Les inundacions a la ciutat provoquen milers de danys evacuats i abundants.
- 1988: A través de la Llei 23.631, es crea la Universidad Nacional de Formosa, amb seu a la capital provincial.[3]

## Geografia

### Clima

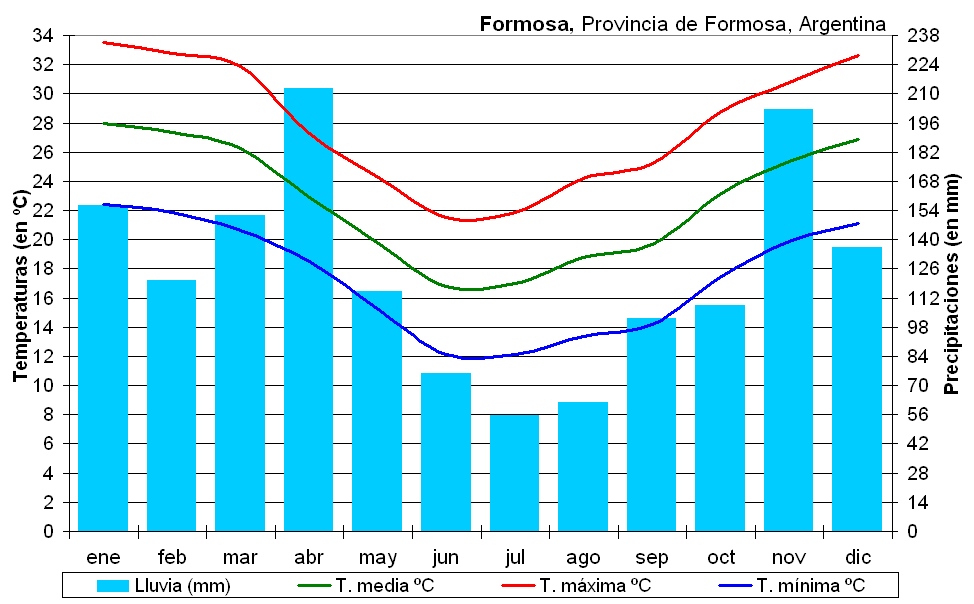
Climograma de Formosa

El tipus climàtic local és semitropical semiestepari, amb precipitacions adequades durant tots els mesos, amb un mínim hivernal i dos màxims en iniciar i finalitzar l'estiu. El període humit és molt ampli, ja que se superen els 100 mm mensuals des de novembre fins a maig, i el període sec no ho és per si mateix, ja que se superen tots els mesos els 50 mm.

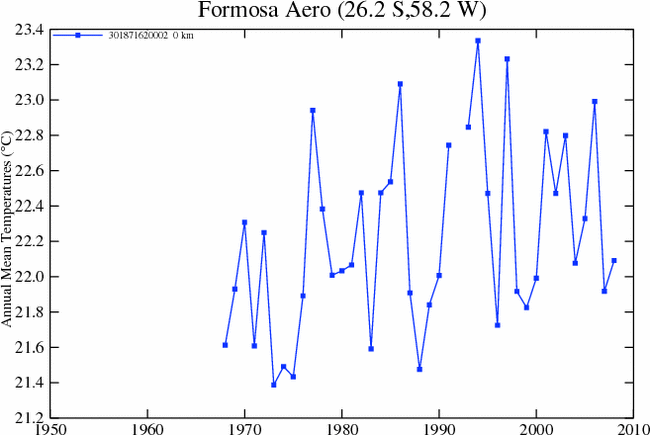
Temperatures mitjanes anuals de 1968 a 2008 (NASA)

Pel que fa a les temperatures, són elevades, oscil·lant entre els 16 °C de mitjana el mes més fred i els 27 °C del més càlid. Les temperatures mínimes rarament baixen dels 10 °C, encara que les entrades d'aire polar fa que en alguns dies la temperatura baixi fins als 0 °C durant els mesos de juny i juliol provocant gelades, i les màximes poden assolir segons l'època que es travessi a més de 34 °C. A l'estiu, les temperatures són altes el que unit a l'alta humitat (la mitjana anual supera el 75%) proporciona un clima pròpiament subtropical.
El seu veïnat amb l'ample riu Paraguai té un efecte benèfic sobre les temperatures, en especial durant l'estiu. Els vents més comuns són el vent nord (o nord-est, per la inclinació de la ciutat mirant cap al nord-est per la direcció del riu, el sud (o pampeà), que bufa en els dies d'hivern més rigorosos. La temperatura màxima registrada va ser de 45 °C.

### Traçat urbà

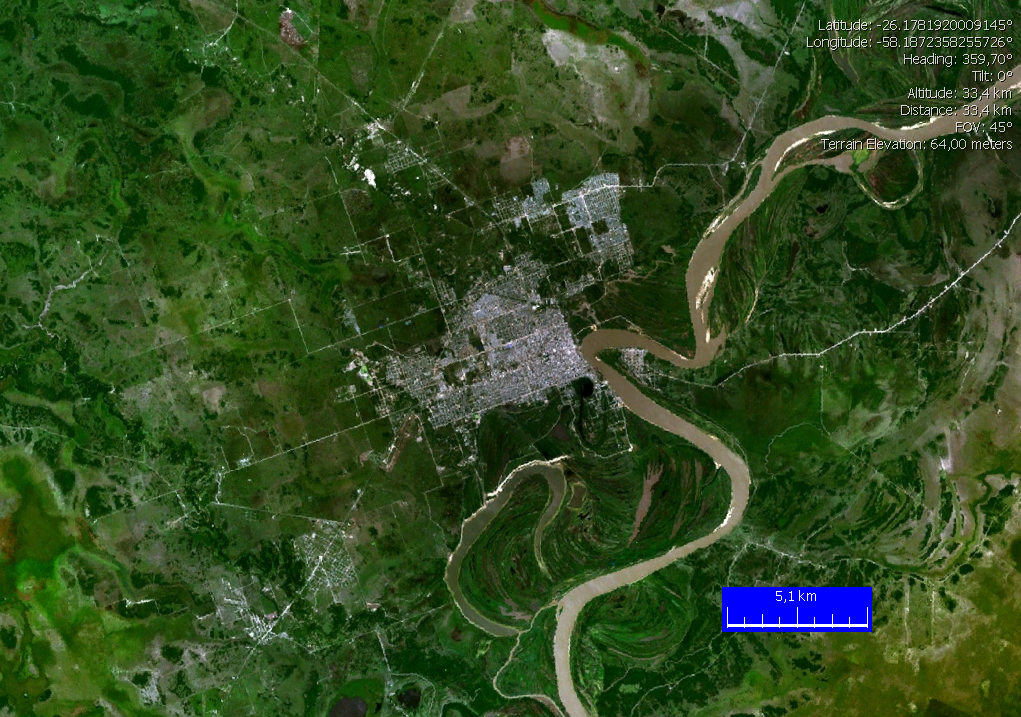
Vista de l'empriu des de 33 quilòmetres d'altura.

La ciutat de Formosa està construïda des dels seus inicis amb un traçat quadriculat, dividits en lots de 8 quadrats per 8, cada quadrat de 100 m×100m, que conformen els barris, separats entre ells per àmplies avingudes. L'àrea cèntrica està delimitada per les Avingudes González Lelong al nord, Av. Pantaleón Gómez a l'oest, l'Av. Costanera a l'est i l'Av. Napoleón Uriburu. L'Avinguda 25 de Mayo, que neix al port, divideix el microcentre de la Ciutat; després travessa la plaça San Martín, per dirigir-se finalment a l'accés Sud (pas de la Ruta Nacional 11).
És allà on els formoseños opten per realitzar activitats recreatives, esportives, i com a lloc de passeig. Al principi, aquesta plaça era anomenada "8 d'abril", en al·lusió al dia en què es va fundar la Ciutat. Posteriorment, en la dècada del 1920, li va ser obsequiada al Govern Provincial una estàtua de bronze del General San Martín sobre el seu cavall, de més de 2 m d'alt. Aquesta imatge va ser posada sobre una base a la zona oriental de la plaça. Des d'aquell dia, la plaça porta el nom del pròcer. En l'espai lliure ubicat davant l'estàtua es realitzen actes oficials i activitats recreatives durant tot l'any, com concerts, festivals, etc. També hi ha una pista per a patinatge, conformant una espècie de petit amfiteatre, i un llac artificial, tot això envoltat d'una frondosa vegetació d'espècies variades autòctones.
La ciutat es distingeix per l'espès arbrat dels seus carrers, avingudes i places. En les nits d'estiu, per les altes temperatures, és comú veure els seus habitants gaudir del fresc i les brises nocturnes. La Costanera de la ciutat és un altre important lloc de passeig.

#### Edificis alts
Com a ciutat nova i en creixement, compta amb pocs edificis d'altura, encara que existeixen diversos projectes de construccions altes que poblaran la ciutat en un futur proper. La construcció més alta de la ciutat és la Torre del Litoral, amb 14 pisos, ubicada a l'Avinguda 25 de Mayo i carrer Mitre de la ciutat. Altres torres d'importància són: Torre Río, amb 13 pisos, Torre Incone amb 10 pisos, Torres Brandzen amb 10 pisos cada una, Edifici de la Casa de Govern amb 6 pisos, Hotel Internacional de Turisme amb 7 pisos, Hotel del Cercle d'Oficials de Gendarmeria amb 8 pisos, Edifici del Poder Judicial amb 6 pisos. A més hi ha 4 edificis en construcció de més de 12 pisos cada un. És de destacar que aquesta en construcció l'Hotel Plaça II, que tindrà 11 pisos. Altres edificacions altes de menor altura són l'Hotel Plaça de 4 pisos, la seu de l'Iasep de 4 pisos, les Torres Tola I i II, la primera de 4 pisos i la segona de 3 pisos, ubicades sobre l'Avinguda Gutnisky en l'accés, sud, l'Edifici de l'Institut de Belles Arts, amb una moderna estructura de 4 pisos sobre Avinguda 9 De Juliol i Carrer España. Sobre l'avinguda Aramburu aquesta l'edifici del Ministeri d'Obres Públiques amb 4 pisos, i diversos edificis de departaments que tenen entre 3 i 5 pisos i que estan repartides al llarg de la ciutat. Una moderna estructura que domina el skyline és l'Estadi Cincuentenario, que té l'altura equivalent a un edifici de 6 pisos.

### Demografia

Àrea urbana de la ciutat de Formosa segons l'INDEC el 2001.

La població segons el cens de l'any 2010 tenia 234.354 habitants (121.272 dones i 113.082 homes). Pel que fa a població, ocupa la posició disset de l'Argentina, amb una taxa anual de creixement del 2,78% per mil habitants; i el quart lloc no sent conglomerat, a la regió del Nord-est argentí, després del Gran Resistencia, Gran Corrientes i el Gran Posadas. En els últims anys el creixement demogràfic ha estat explosiu, i aquest creixement es reflecteix en la creació de nous assentaments urbans que han sobrepassat els límits de la planta urbana. És el cas del nou assentament denominat Nueva Formosa, que en la primera etapa de construcció s'han edificat 300 habitatges, i que el futur completaran les 6000. La urbanització s'ubica al sud-oest de la ciutat, a uns 9 km del centre. Al sud, seguint el traçat de la Ruta Nacional 11, s'estan poblant nous barris com el Pompeya, i el Villa del Carmen, que totalitzen un total de gairebé 7.000 habitants ambdós, i en una distància de 20 km del centre. A la zona nord de la ciutat també van proliferant nous barris com l'Antenor Gauna, el 20 de juliol i altres, amb una gran densitat poblacional. A 10 km seguint al nord de la ruta 11 hi ha el Barri Nanqom, habitat per membres de la comunitat Tosca de la regió, on funcionen una escola, un centre de salut i una delegació policial. En les seves proximitats s'està edificant la planta transformadora de 500 kw que proveirà d'energia elèctrica a tota la regió.

## Transport

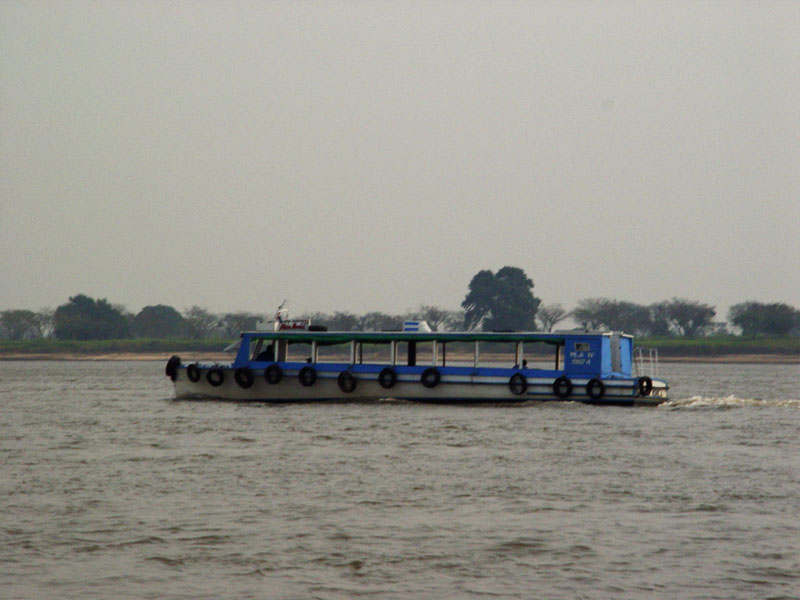
Transport fluvial entre Formosa i Alberdi (Paraguai)

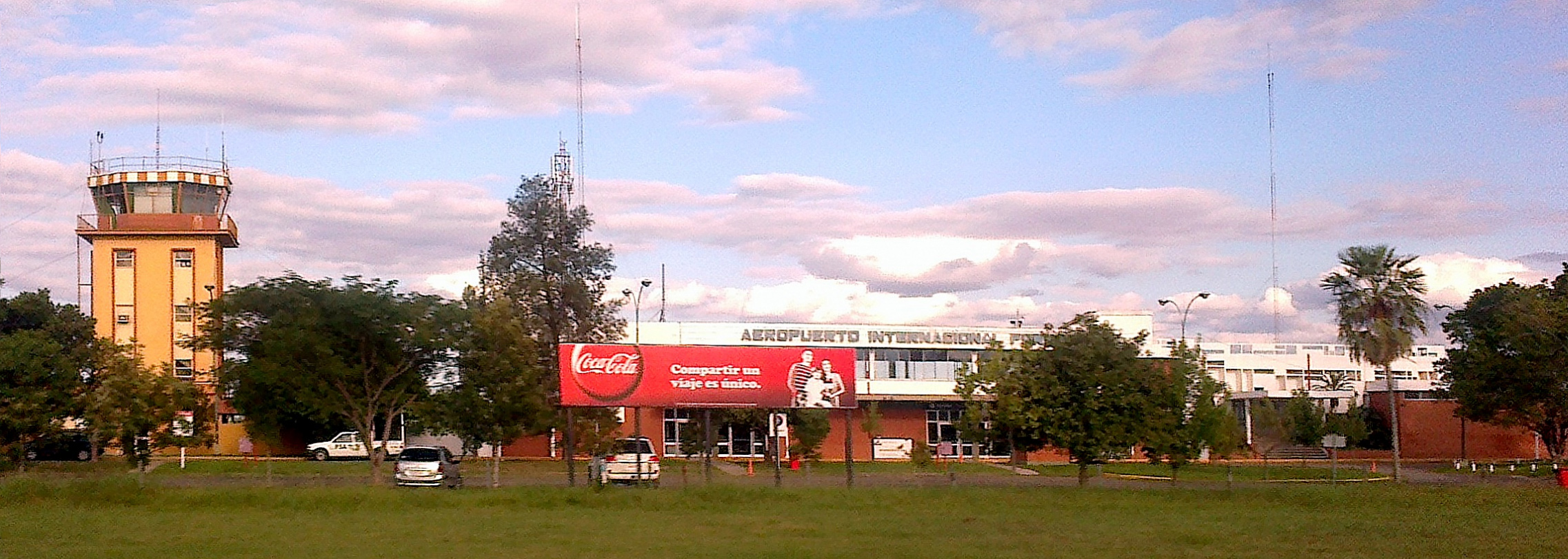
Aeroport Internacional de Formosa

Per terra s'accedeix a la ciutat per rutes nacionals des del sud Ruta Nacional 11, comunicada amb la resta del país per un pont interprovincial amb el Chaco, i amb el Paraguai des del Nord, a través del Pont Internacional San Ignacio de Loyola a Clorinda, a 120 km i Ruta Nacional 81, que la connecta amb Salta i Jujuy, i des d'aquestes a Bolívia i Xile. També hi ha la línia Ferrocarril General Belgrano actualment fora de funcionament, encara que hi ha projectes per a una eventual reactivació. El programa de desenvolupament del govern provincial gestiona la rehabilitació del mateix connectant-lo al port de Formosa per augmentar el creixement econòmic de la província. Hi ha un sistema Transport Públic i Semipúblic de Passatgers; també existeixen agències de taxis. Hi ha una terminal d'òmnibus de mitja i llarga distància, amb gran moviment de passatgers durant tot l'any. Operen a la ciutat diverses empreses de transport nacional i internacional, les destinacions més usuals del qual són Buenos Aires, Rosario, Corrientes, Resistencia, Còrdova, Mendoza, Posadas, Salta i Asunción.
A l'Aeroport Internacional de Formosa o El Pucú, arriben i parteixen serveis diaris des de i cap a Buenos Aires, amb escales en Resistencia i en Corrientes.
Del Port de Formosa parteixen diàriament embarcacions petites cap a la veïna localitat paraguaiana de a Alberdi (Paraguai), comptant així amb un intens trànsit veïnal entre ambdues vores del riu Paraguai, a ambdós costats del límit internacional.

## Economia
Entre els anys 1920 i 1970 es va produir un boom del cotó, encara que a la ciutat només hi va haver desmotadores i no filatures; i des de la caiguda dels preus internacionals del cotó i de la forta competència de països de la regió, es va produir un intent de promoció industrial amb la instal·lació del parc industrial, la capacitat del qual va ser mínima en la participació d'indústries a nivell nacional, i sol van proveir al mercat local, destacant-se entre elles a les fleques, ferreries, fusteries, fabricació d'ampolles de soda, etc.
A finals del segle XX es va consolidar a la regió la Fàbrica Formoseña de Refrescos ("Formosa Refrescos S.A."), que és la representant local i regional de Coca-Cola, i proveeix al mercat local i regional, com a les ciutats veïnes de Resistencia i Corrientes de la popular gasosa. A finals del 2008, l'empresa va ser venuda per una milionària suma a la firma mexicana Arca S.A..
Avui dia s'encaren esforços en matèria d'agroindustria.

### Comerç
El que caracteritza a la ciutat és la forta dependència del sector terciari de la seva economia, amb gran activitat comercial, instal·lant-se a Formosa diverses cadenes de supermercats i de venda d'articles elèctrics, esportius, indumentàries diverses, etc., com així també venda de mobles de fusta, provinents de fusteries de l'interior, i exportades en gran manera a altres grans centres nacionals i internacionals per la seva excel·lent qualitat en fustes dures de la regió.
El centre comercial més actiu es troba als carrers Rivadavia (de l'altura 0 al 300) i España (del 0 al 500).
Un altre centre de comerç és l'Avenida 25 de Mayo, originalment l'únic accés de la ciutat, pel que va concentrar el moviment de ferreteries i automotors. I actualment es veu un desplaçament de la zona comercial cap al sud-est de la ciutat, en l'accés principal des de la província del Chaco (Avinguda Gobernador Gutnisky).
També hi ha un incessant creixement de petits i mitjans comerços en sobre les avingudes Italia (nord-oest) i Ana Elías de Cánepa (nord-est); encara que amb menor repercussió.

### Turisme
El turisme no ocupa un lloc destacat en l'economia local. Tanmateix, pot destacar-se el turisme cultural, ja que es realitza tots els anys, la Trobada dels Pobles Originaris d'Amèrica, que convoca a destacats artistes nacionals i internacionals a exposar les seves artesanies i costums a la ciutat. L'esdeveniment s'organitza tradicionalment en el "Puerto Nuevo" de la capital. Cada biennal, se celebra a la ciutat la Feria Internacional del Mueble y la Madera (FEDEMA), on destacats expositors i fabricants de mobles o estris de fusta es donen cita en una gran ronda de negocis, i la producció del qual està destinada a l'exportació. És també seu cada dos anys de la Feria Internacional de Frutos Argentinos (FRUTAR), amb l'objectiu de mostrar la producció nacional de fruits.
Els principals hotels de la ciutat són:
- Hotel Howard Johnson, l'únic de la ciutat amb categoria 5 estrelles.
- Hotel Internacional de Turismo, de 4 estrelles, ubicat davant el riu Paraguai.
- Hotel Plaza, de 4 estrelles, ubicat davant la Plaça San Martín
- Hotel Regina.
- Hotel Río.
- Hotel Colón.
- Hotel Fermoza.
- Hotel Formosa
- Hotel Asterion, ubicat en l'accés sud, a 4 km del centre.
- Aparthotel Casa Grande, de 4 estrelles superior
- Hotel San Martín.

Davant l'hotel Plaza i a mig carrer de la Plaça San Martín, sobre l'avinguda 9 de julio, s'està construint l'Hotel Plaza II, un modern edifici de 10 pisos i grans dimensions, que contindrà més de 80 habitacions.
Actualment, una empresa privada nacional, està encarregada de la construcció d'un nou Hotel-Casino, de 5 estrelles i 3 pisos construïts sobre un terreny de més de dues quadres d'extensió, el que el convertirà un dels més grans del NEA, i on també es podrà estudiar llicenciatura d'hotelería.

#### Principals passeigs
Actualment Formosa té el rècord per tenir el via Crucis més llarg del món, recorrent tota la província de Formosa d'est a oest uns 550 km des de la capital provincial fins al límit amb la Província de Salta.
- Plaza San Martín.
- Av. Costanera "Vuelta Fermoza".
- Av. Costanera "Tornada Fermoza".

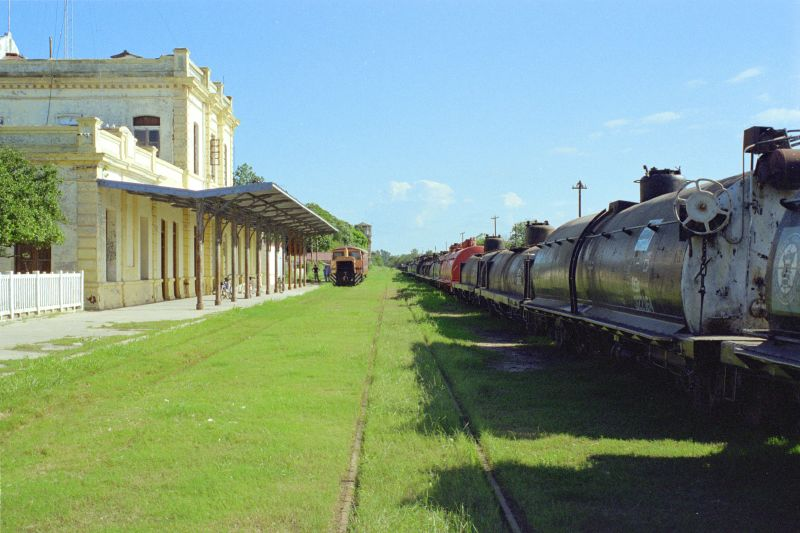
L'antiga estació de trens de Formosa, a mitjan 1999. Actual Palau Municipal de la Ciutat

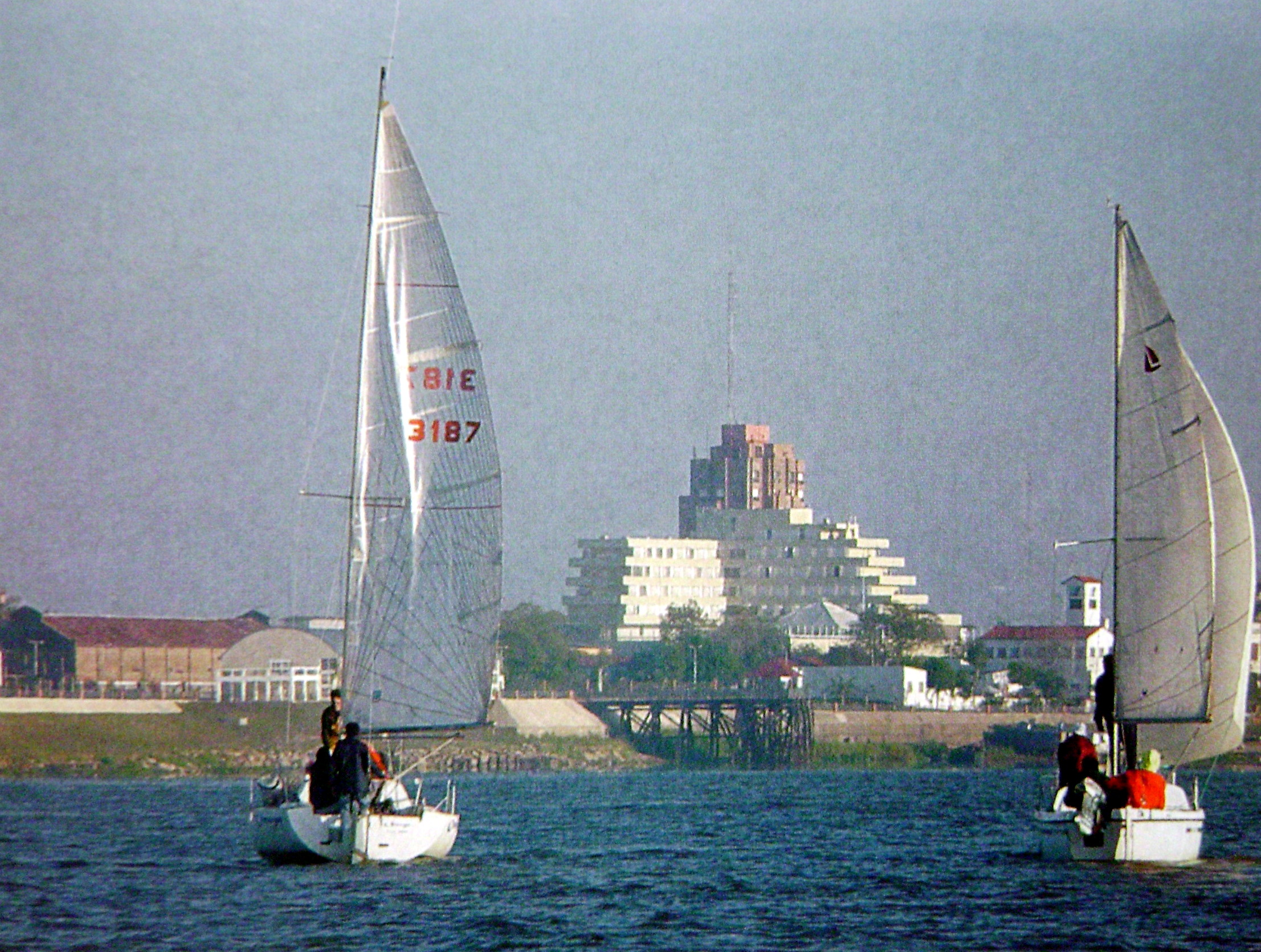
Competència nàutica al Riu Paraguai.

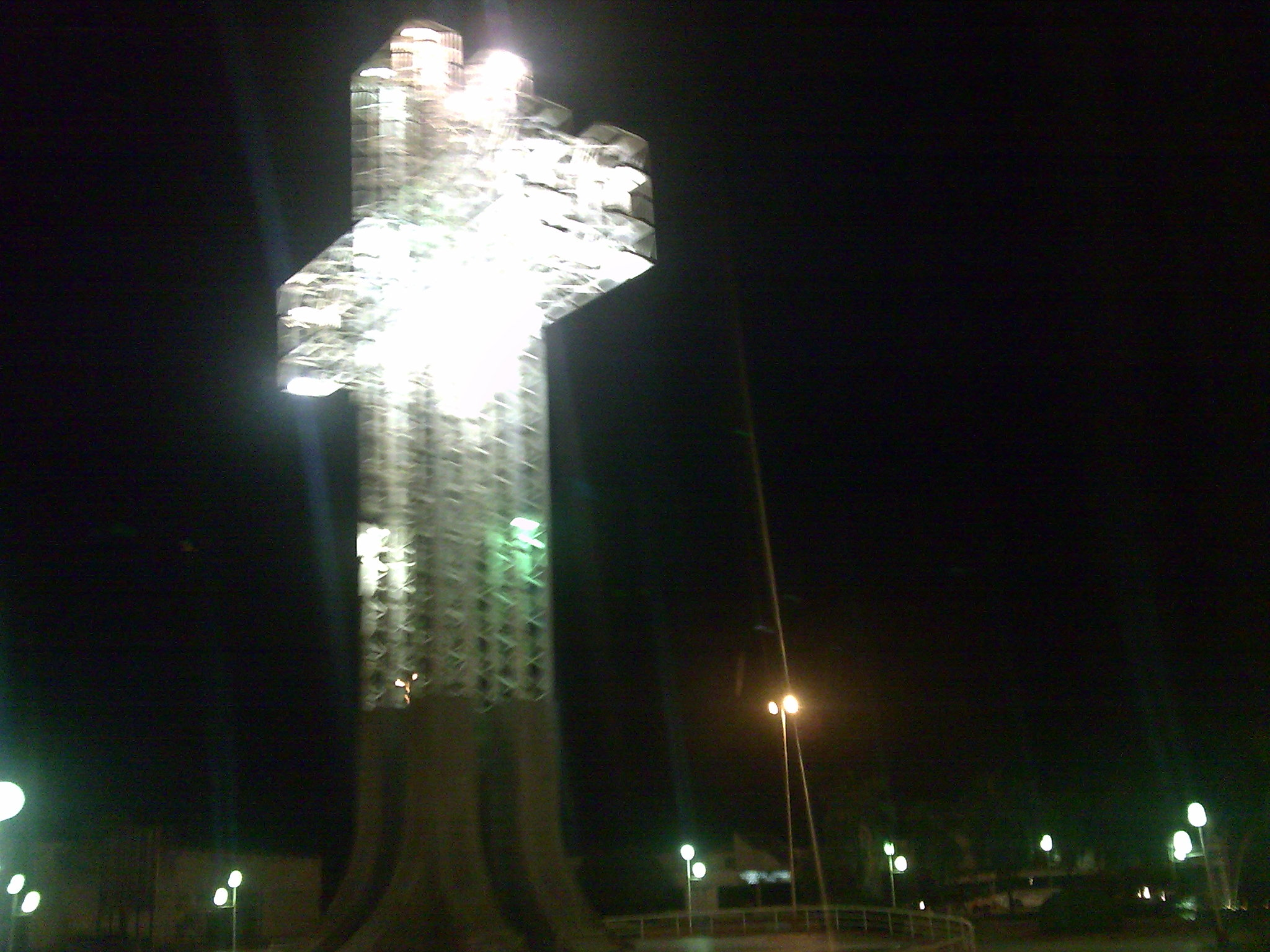
Cruz de Formosa. Ubicada en l'accés sud de la ciutat sobre la Ruta Nacional 11

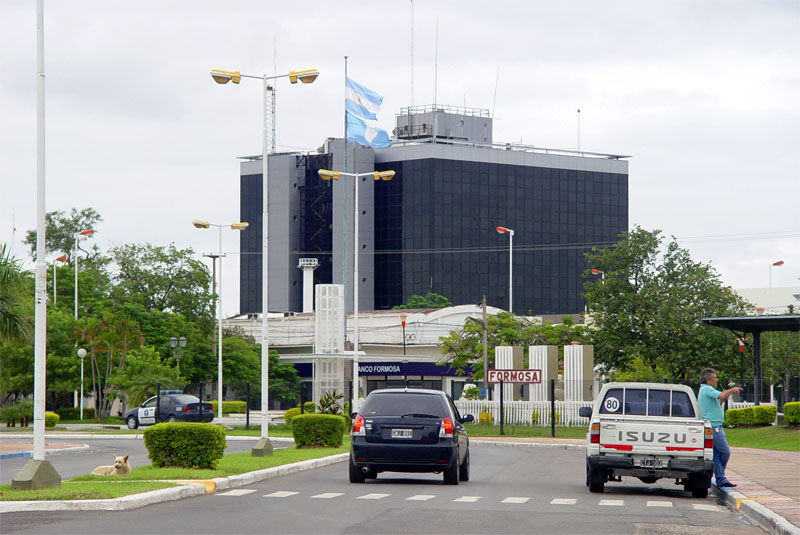
Casa de Govern de la Província de Formosa

- Església Catedral Nuestra Señora del Carmen: declarada Monument Històric Provincial. Seu del Bisbat de Formosa.
- Reserva de Biosfera Llacuna Oca del Riu Paraguai: única reserva de biosfera del món inserida en una ciutat. Als estius, es converteix a la "platja"
- Casa de Govern.
- Museu Històric Regional "Juan Pablo Duffard": declarat Monument Històric Nacional.
- Arxiu Històric Provincial.
- Museu Policial.
- Parque "Paraíso de los Niños".Lapachos al Paradís de Los Niños
- Plaza Temática.

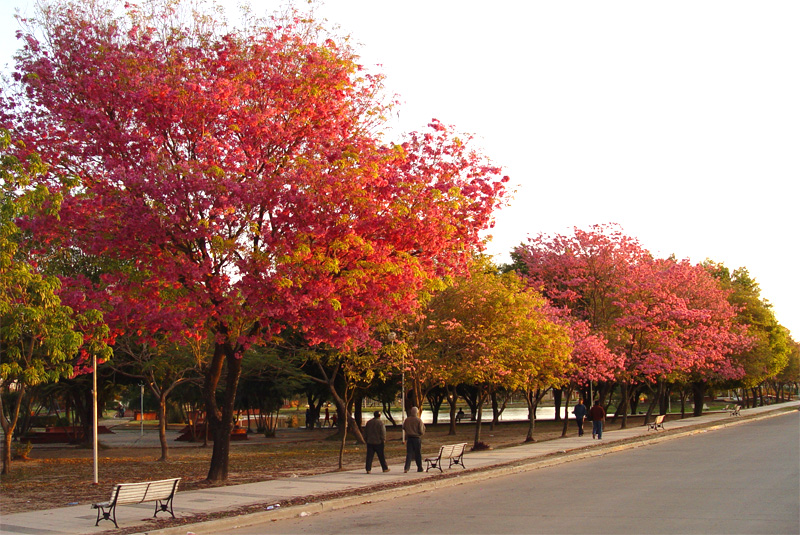
Lapachos al Paradís de Los Niños

- Casa de l'Artesania: on es poden observar i comprar treballs manuals realitzats per aborígens de la Província.
- Amfiteatre de la Joventut.
- Estadi "C. Antonio Romero ".
- Estadio Polideportivo "Cincuentenario"
- Estadio "Centenario".
- Antiga Estació del Ferrocarril: actual Palau Municipal de la Ciutat de Formosa.
- Cruz del Norte: situada en l'accés sud de la ciutat.
- Microcentre comercial.
- Parròquia María Auxiliadora de Don Bosco.
- Parròquia San Antonio: declarada Monument Històric Municipal.
- Mirador de la Costanera.
- Mercat Paraguaià: popularment conegut com a Mercadito Paraguayo, o simplement El Mercadito; és una reconeguda àrea comercial de la ciutat.
- Centre Cultural Municipal
- Galpón "C": tradicional centre d'exposicions de la Ciutat
- Galpón "G": centre de convencions ubicat al Predio Ferial Vuelta Fermoza. Seu d'importants esdeveniments com FEDEMA i FRUTAR, entre d'altres
- Paseo de Compras de la Ciudad
- Mercat del Port
- Nou Port de Càrregues

#### Museus

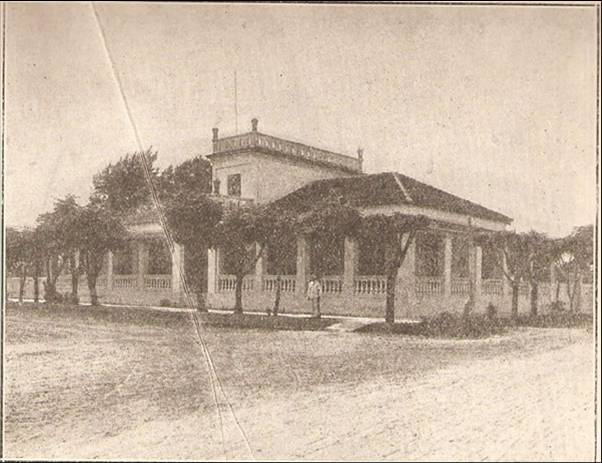
Residència del Governador el 1926 - Actual Museu Històric Regional.

La ciutat de Formosa compta amb diversos museus, el més important és el museu que es troba en l'encreuament de l'Av. 25 de maig i Belgrano, lloc que fou casa del llavors governador Coronel Ignacio Fotheringham primer governador dels territoris del chaco, construïda a finals del segle Xix. Allà s'exhibeixen una gran varietat d'objectes que daten de la Guerra de la Triple Aliança, dels quals molts d'ells s'han trobat a la Llacuna Oca del Riu Paraguai
També hi ha la Casa del Dr. Esteban Laureano Maradona, que allotja instrumentals clínics i objectes d'ús quotidià del doctor.
Un altre museu important és l'Artesanal Qomp Toba, que explica amb un ampli saló que ens explica la vida d'aquests grups originaris i les seves famílies.
És de destacar el Museo de Policía de Territorios Nacionales, al Barri 2 de Abril, on s'exhibeixen objectes, indumentàries i armes, pertanyents a la Policia de Territoris Nacionals, important cos policial dels nous territoris incorporats a l'Estat Nacional a finals del segle xix.

## Educació
A banda dels establiments de formació obligatòria, funcionen a la ciutat diversos instituts terciaris i superiors, destinats a diverses àrees d'estudi, com la Universidad Nacional de Formosa, fundats el 1988.
La Universidad Nacional de Formosa té quatre facultats: Recursos naturals, ciències econòmiques, humanitats i ciències de la salut. La de major població estudiantil és la d'Humanitats, on es troben les carreres docents i Psicopedagogia, seguida per la de Ciències de la Salut, Recursos Naturals i Economia. La major part dels estudiants universitaris són originaris de localitats de l'interior provincial, i en algunes carreres de Salut també s'observen alumnes d'origen chaqueño, correntino i salteño, com així també provinents de països veïns com el Paraguai i el Brasil.
A l'edifici de l'Escola Dr. Laureano Maradona, funcionen les instal·lacions de la Universitat Catòlica De Salta (UCASAL) amb el dictat a distància de la carrera Advocacia, Comptador Públic, i la Lic. en Administració d'Empreses, molt desprestigiada pel seu nivell d'ensenyament (basat només en classes satelitals de 3 hores setmanals). L'any 2008 va ser l'any en què desembarquen a la ciutat dos importants universitats privades a l'Argentina: la Universidad del Siglo XXI, amb el dictat, també semipresencial, de la carrera advocacia, i la Universitat De La Conca Del Plata, la seu principal del qual està en Corrents, i l'edifici propi del qual funciona sobre el carrer Còrdova, al populós i cèntric barri Independencia, amb el dictat de quatre carreres amb modalitat presencial: Advocacia, psicologia, nutrició i comptador públic nacional.

## Esport
En futbol Formosa compta amb clubs socials i esportius que abunden a la ciutat com el San Martín, La Paz, Chacra Ocho, Sol de América, Independencia, Fontana, Ferroviario, etc. que animen els caps de setmana els campionats locals en totes les categories; així també és de destacar la presència d'equips formoseños en els campionats regionals i nacionals de futbol, com el Club Sportivo Patria en el Torneig Argentí B, i Defensors de Formosa en l'Argentino C.
En els últims anys ha crescut la importància del voleibol a la província i la ciutat capital, en categories masculina i femenina, amb l'equip de Club La Unión, que en aquests moments en voleibol participa en la Categoria més alta de la Lliga Nacional, al costat de les figures Marcos Milinkovic i Jorge Elgueta el pas del qual va donar major impuls a aquesta disciplina. Diversos jugadors locals participen en l'equip provincial de la Unión, com també en les categories juvenils de la Selecció de voleibol de l'Argentina.
Després d'aconseguir l'ascens, l'equip de Basquet del Club La Unión es va ubicar en el més alt de la lliga nacional. Pels seus equips hi ha jugadors de qualitat internacional i nacional, ocupant en finalitzar els tornejos els llocs més alts.
S'està difonent en els últims temps esports com al Futbol sala, judo, natació, hoquei, pàdel i tennis. En natació, s'han aconseguit importants premis a nivell nacional i regional.
Té obres d'envergadura per a espectacles esportius com a l'Estadi de la de la Liga Formoseña de Fútbol Antonio Romero, i els poliesportius Centenario i Cincuentenario, aquest últim per a més de 4500 espectadors. Va ser seu del campionat llatinoamericà de basquetbol sub 19, el Preolímpic de voleibol. És el més important del Nord-est argentí, i un dels més grans de l'Argentina.

## Religió

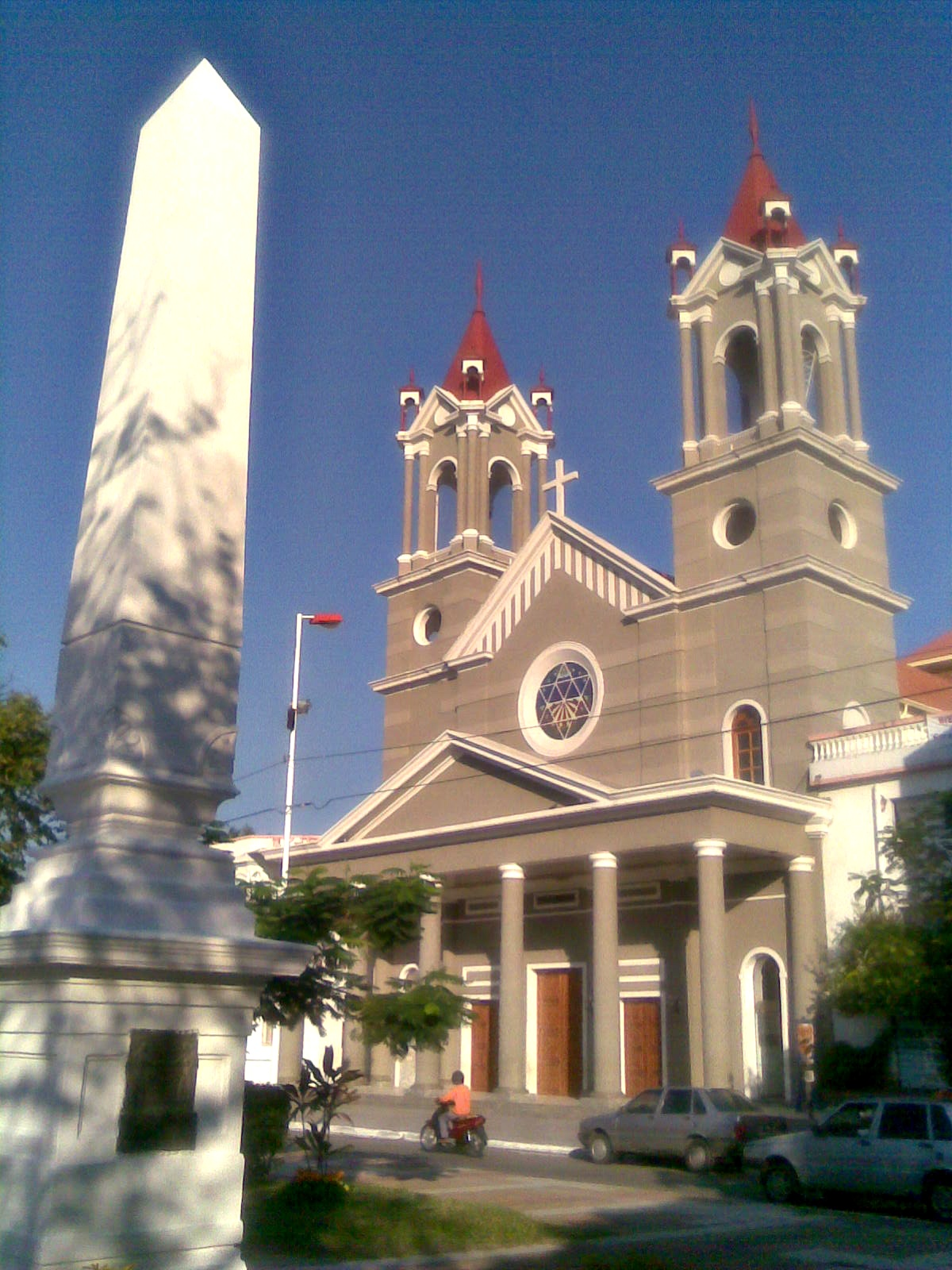
Catedral de la ciutat.

El culte practicat per la majoria de la població és el Catòlic Apostòlic Romà. La capçalera espiritual de la província és la diòcesi de Formosa amb seu a l'església catedral de Nuestra Señora del Carmen, on hi ha la primera imatge que va arribar al territori amb els primers colons, la segona meitat del segle xix. Una altra veneració important i històrica en la vida urbana és la d'Antoni de Pàdua, el temple del qual és al barri de San Antonio, a pocs quilòmetres del centre de la ciutat, antic assentament de colons italians, declarat pel municipi monument històric.
Hi ha diversos cultes, com l'Església Evangèlica Pentecostal, l'Església de Jesucrist dels Sants dels Darrers Dies, la de l'Assemblea dels Testimonis de Jehovà, i un centre d'ateus, entre d'altres, que expliquen amb les seves respectives seus i gran quantitat de fidels.

## Salut
La Ciutat de Formosa compta amb un modern hospital d'alta complexitat únic a la regió que atén a pacients de la província, del NEA i inclusivament del Paraguai.
A més té centres de salut per a prevenció i atenció primària; l'antic Hospital Central; l'Hospital de La Madre y el Niño, dos hospitals de segon i tercer nivell en construcció així com un nou hospital odontològic, i nombrosos sanatoris i clíniques privades.
Disposa d'un sistema de gestió hospitalària en línia que proporciona una història clínica única i digital. El sistema informàtic hospitalari. El sistema de Gestión MHO està implementat en els hospitals d'alta complexitat, Hospital Central, l'Hospital de La Madre y el Niño i l'hospital odontològic de la ciutat de Formosa.

## Sistema de govern
La Ciutat de Formosa està administrada per la municipalitat de la ciutat, de caràcter autarquic. Es compon per un departament executiu (liderat per l'intendent), legislatiu (l'Honorable Consell Deliberant), Judicial (a càrrec de la Cambra Municipal d'Apel·lacions, i els Jutges de Faltes distribuïts als dos jutjats de faltes de la ciutat).
El Consell Deliberant de Formosa és el que més membres posseeix a tota la província, a causa que és l'únic municipi que comprèn fins ara més de 100.000 habitants a la província. Aquests són dotze en total i són anomenats regidors (concejales). El Consell està encapçalat pel President del Consell, seguit pel Vicepresident 1r i Vicepresident 2n del Consell.
El Departament Executiu està a càrrec de l'Intendent de la Ciutat de Formosa, el qual determina els qui integressin el gabinet municipal. Dins del gabinet, els secretaris s'encarreguessin de ratificar els actes de l'Intendent que siguin matèria de la seva competència. Cada secretaria municipal té a càrrec una repartició de l'executiu. Aquestes alhora tenen sota la seva dependència sotssecretaries, les quals tracten competències més específiques. Generalment les sotssecretaries, com la de trànsit i transport, se subdivideixen en direccions generals, integrades aquestes per direccions i departaments.
En les eleccions de l'any 2007 Fernando De Vido va ser reelegit en el càrrec d'intendent, per exercir el període 2007-2011.
Els últims intendents de la ciutat van ser:
- Cristino Caballero (1995 - 1999)
- Gabriel Hernández (1999 - 2003)
- Fernando De Vido (2003 - en funciones)

## Forces armades
| Unidades de la Guarnición Militar Formosa                               | Sigla            |
| ----------------------------------------------------------------------- | ---------------- |
| Regimiento de Infantería de Monte 29 Coronel Ignacio José Javier Warnes | RI Mte 29        |
| Compañía de Cazadores de Monte 19                                       | Ca Caz Mte 19    |
| Sección de Inteligencia Formosa                                         | Sec Icia Formosa |